# Ololygon berthae
Espèce
Synonymes
- Hyla berthae Barrio, 1962
- Scinax berthae (Barrio, 1962)

Statut de conservation UICN

 LC  : Préoccupation mineure
Ololygon berthae est une espèce d'amphibiens de la famille des Hylidae.

## Répartition
Cette espèce se rencontre jusqu'à 1 000 m d'altitude, :
- en Argentine, dans les provinces de Buenos Aires, de Corrientes, d'Entre Ríos, de Misiones et du Chaco ;
- au Brésil, dans les États du Rio Grande do Sul, de Santa Catarina,  du Paraná et au sud de l'État de São Paulo ;
- dans l'Est et le Sud du Paraguay ;
- en Uruguay.

## Étymologie
Cette espèce est nommée en l'honneur de Bertha Lutz.

## Publication originale
- Barrio, 1962 : Los Hylidae de Punta Lara, Provincia de Buenos Aires. Physis, vol. 23, no 65, p. 129-142.